# Статистика Бозе — Ейнштейна
Стати́стика Бозе — Ейнштейна — розподіл за енергією часток, які належать до бозонів.
За розподілом Бозе — Ейнштейна ймовірність того, що в квантовомеханічній багаточастинковій системі
існує бозон у одночастинковому квантовому стані
{\displaystyle |n\rangle } із енергією {\displaystyle \varepsilon _{n}} визначається
формулою
{\displaystyle f(\varepsilon _{n})={\frac {1}{e^{(\varepsilon _{n}-\mu )/k_{B}T}-1}}},
де {\displaystyle \mu } — хімічний потенціал, {\displaystyle k_{B}} — стала Больцмана, T — температура.
Оскільки ймовірність повинна бути додатним числом, значення хімічного потенціалу завжди менше за енергію
основного стану бозонів.
Якщо кількість бозонів строго визначена (N), то хімічний потенціал визначається із умови нормування
розподілу.
{\displaystyle N=\sum _{n}{\frac {1}{e^{(\varepsilon _{n}-\mu )/k_{B}T}-1}}.}

## Фізична природа
Квантові частки бозони відрізняються від частинок класичної фізики тим, що їх принципово неможливо розрізнити (дивіться принцип нерозрізнюваності часток). Крім того, хвильова функція бозонів завжди симетрична відносно перестановок частинок. Це призводить до зміни кількості можливих станів. Наприклад, розглянемо систему, у якій можливі два одночастинкові стани {\displaystyle |\alpha \rangle } і {\displaystyle |\beta \rangle }. Для двох таких частинок у класичній фізиці існує 4 можливі стани:
{\displaystyle |\alpha \alpha \rangle }, {\displaystyle |\alpha \beta \rangle }, {\displaystyle |\beta \alpha \rangle }, {\displaystyle |\beta \beta \rangle }
У квантовій фізиці можливі лише три стани:
{\displaystyle |\alpha \alpha \rangle }, {\displaystyle |\alpha \beta +\beta \alpha \rangle }, {\displaystyle |\beta \beta \rangle }
Таким чином, у найпростішому випадку, за однакової енергії станів, ймовірність реалізації конкретного стану у класичній фізиці дорівнює 1/4, а у квантовій фізиці — 1/3.
При розгляді великого числа частинок і одночастинкових станів для цих частинок, для ймовірності заповнення стану отримують наведену вище формулу розподілу Бозе — Ейнштейна. Доведення можна знайти у підручниках із статистичної фізики, наведених у джерелах.

## Наслідки
Одним із наслідків квантової статистики Бозе — Ейнштейна є можливість існування у тривимірних системах за низьких теператур особливої фази речовини, що складається з бозонів — Бозе-конденсату.
Статистиці Бозе — Ейнштейна підкоряється електромагнітне випромінювання, яке перебуває у тепловій рівновазі з тілом. Тому її застосування пояснює спектр випромінювання абсолютно чорного тіла.
Застосування статистики Бозе — Ейнштейна дозволило пояснити температурну залежність теплоємності твердого тіла за низьких температур (див. температура Дебая, закон Дебая).